# Percnia ductaria
Percnia ductaria är en fjärilsart som beskrevs av Walker 1862. Percnia ductaria ingår i släktet Percnia och familjen mätare. Inga underarter finns listade i Catalogue of Life.